# Camponotus dalmasi
Camponotus dalmasi är en myrart som beskrevs av Auguste-Henri Forel 1899. Camponotus dalmasi ingår i släktet hästmyror, och familjen myror. Inga underarter finns listade.